# Wright Hill
Der Wright Hill ist ein 1850 m hoher Hügel mit abgeflachtem Gipfel in der antarktischen Ross Dependency. In den Cook Mountains ragt er an der Ostseite des Bowling-Green-Plateaus auf.
Die Mannschaft zur Erkundung des Darwin-Gletschers bei der Commonwealth Trans-Antarctic Expedition (1955–1958) gab ihm seinen Namen. Namensgeber ist der neuseeländische Fotograf Robertson Derek Wright († 1994), der bei dieser Forschungsreise zur Mannschaft um Edmund Hillary auf dem Weg zum geographischen Südpol angehört hatte.